# 1170
Évszázadok: 11. század – 12. század – 13. század
Évtizedek: 1120-as évek – 1130-as évek – 1140-es évek – 1150-es évek – 1160-as évek – 1170-es évek – 1180-as évek – 1190-es évek – 1200-as évek – 1210-es évek – 1220-as évek
Évek: 1165 – 1166 – 1167 – 1168 –  1169 – 1170 – 1171 – 1172 – 1173 – 1174 – 1175

## Események
- I. Manuél bizánci császár elfoglalja Trau és Spalato városát.
- Dublint elfoglalják a normannok
- Fez a legnépesebb várossá válik a világon
- Mleh hatalomra kerül Örményországban.
- júniusban sor került a fuldai Birodalmi Gyűlésre, ahol a német-római császár III. Kallixtusz ellenpápa legitimitása mellett tett hitet.
- Dafydd ab Owain Gwynedd, Maelgwn ab Owain Gwynedd és Rhodri ab Owain Gwynedd Walesben hatalomra kerül.
- Megjelenik egy latin krónika, a Gesta Roderici Campidocti, melyben El Cid mint a spanyol nemzeti királyok őse van feltüntetve.
- Vald Péter, lyoni kereskedő az evangéliumi szegénységet hirdetve megvált minden vagyonától, és megalapította a valdens egyházat.
- december 29. – Becket Tamás canterburyi érsek meggyilkolása.[1]

## Születések
- Hainaut-i Izabella, II. Fülöp Ágost francia király felesége († 1190)
- II. Valdemár Dánia királya († 1241.)
- Szent Domonkos, a domonkos-rend alapítója († 1221.)

## Halálozások
- Al-Musztandzsid, bagdadi kalifa
- II. Rupen örmény uralkodó (született: 1160)
- Eliezer ben Nathan, zsidó költő és író (született: 1090)
- november 18. – I. Albert (Brandenburg királya)
- november 28. – Owain Gwynedd, walesi herceg
- december 29. – Becket Tamás Canterbury érseke